# Neurobathra curcassi
Neurobathra curcassi là một loài bướm đêm thuộc họ Gracillariidae. Nó được tìm thấy ở Cuba.
Ấu trùng ăn Jatropha species, bao gồm Jatropha curcas. Chúng có thể ăn lá nơi chúng làm tổ.